# AFK Záběhlice
AFK Záběhlice (celým názvem Atletický fotbalový klub Záběhlice) je český fotbalový klub, který od svého založení až do roku 2013 sídlil v pražských Záběhlicích.

## Historie
Fotbalový klub v Záběhlicích vznikl v roce 1920. Zakládajícími členy byli František Kýra – majitel hospody v Záběhlicích, František Archman – drogista, Alois Šticha – holič, Antonín Trojan – první sekretář, Jaroslav Bílý, Karel a Jaroslav Horáčkové, stavitel Šolín. 
První hřiště bylo nad rybníkem Hamr na Hutích. Fotbalový klub v roce 1920 nesl název S. K. Záběhlice a hrál nejnižší soutěž (v té době III. třídu). O tři roky později v roce 1923 klub prvně změnil název na RH Záběhlice. V té době hráli za první mužstvo J. Buriánek, Kovář, Krejčík, Břečka, Kubíček, Vacek, Bílý, Bareš, Týc, Belada, Reihard, Korecký.
V roce 1926 se klub přestěhoval z dosavadního hřiště na Hutích na hřiště u hřbitova (na místě dnešní polikliniky v Jabloňové ulici). Se změnou hřiště se změnil i název klubu na AFK Praha XIII Záběhlice.
V roce 1927 se po vnitřních neshodách klub rozdělil na dva. Majitel hospody Kýra si pronajal pozemek v ulici U Záběhlického zámku a vytvořil vlastní klub s názvem Záběhlický S. K.
Druhá část rozděleného klubu si ponechala název AFK Praha XIII Záběhlice a až do roku 1940 hrála na hřišti u hřbitova. V roce 1940 se přestěhovala na hřiště za záběhlickým zámkem.
Oba kluby začaly hrát soutěže v nejnižších patrech, oba se se postupně dostaly až do I. B třídy.
V roce 1944 Záběhlický S. K. reprezentoval Prahu. Toto mužstvo je dodnes považováno za nejslavnější v historii záběhlického fotbalu. Tvořili jej:
- Gólmani – Milan Kolísek, Ladislav Bělonosov
- Obránci – Vladislav Horáček, Otakar Plechatý
- Záložníci – Zdeněk Semerád, Čestmír Bártl, Bohuslav Horáček
- Útočníci – Jiří Semerád, Rudolf Luxa, Josef Vaněk, Josef Saur, Jaroslav Janda

Dalším mezníkem fotbalu v Záběhlicích byl rok 1947. Tehdy se oba kluby opět spojily v jeden a fotbalový klub pokračoval pod názvem Záběhlický AFK Praha XIII. Hřiště za zámečkem se zrušilo a klub hrál na hřišti bývalého S. K, v dnešní ulici U Záběhlického zámku, kde klub vydržel 66 let až do roku 2013.
Tehdejší první mužstvo začalo hrát I. B třídu, ale už za dva roky v sezóně 1949/50 zažilo historický úspěch v podobě postupu do I. A třídy.
V roce 1952 klub změnil název na Chirana Záběhlice a v roce 1953 první mužstvo postoupilo do městského přeboru. Tým tehdy vedl František Kobylák starší. V soutěži se však týmu nedařilo, skončil poslední a po roce sestoupil do I. A třídy. Tu hrály Záběhlice až do roku 1965, ale od roku 1963 už pod novým tělovýchovným názvem TJ zahradní Město Záběhlice. Následně přišel další pád do I. B třídy.
V letech 1963/64 měl klub i výtečný dorost, který pod vedením trenéra Josefa Fála bojoval o postup do přeboru. To se sice nakonec nepovedlo, ale právě zásluhou bývalých dorostenců tohoto týmu se v roce 1967 vrátilo první mužstvo do I. A třídy, kde dokonce s Uhelnými sklady bojovalo o prvenství a postup do přeboru. Na podzim prohrály Záběhlice ve vzájemném zápase doma 0:1, ale v jarní odvetě zvítězily na hřišti soupeře 2:0. Nakonec však postoupily do přeboru Uhelné sklady.
Od roku 1967 se v Záběhlicích hrála I. A třída, a to nepřetržitě 7 let. Nejznámějšími hráči té doby byli Kocourek, Lachout, Ječný, Šťastný, Němec, Fál, Kobylák, Prošek, Bayer a Kouba. (Václav Bayer pak stál u postupu A mužstva do I. B třídy jako centrhalv ještě v sezóně 1991/92.)
V roce 1974 přišel pád do I. B třídy, nicméně po třech letech se mužstvo vrátilo do I. A třídy. V roce 1980 klub tuto soutěž opustil a v roce 1987 se propadl až do II. třídy. Po pěti ročnících ve II. třídě, kdy tým nikdy neskončil hůře, než na 3. místě, převzal mužstvo po 5 kolech sezóny 1991/92 od Stanislava Klindery Svatopluk Samler, a ačkoli mužstvo skončilo na celkově 2. místě, přesto postoupilo do I.B třídy.

### Historické názvy klubu:
- 1920 S.K. Záběhlice
- 1923 RH Záběhlice
- 1927 Záběhlický S.K. a A.F.K. Praha XIII Záběhlice
- 1946 Záběhlický AFK Praha XIII
- 1948 Sokol - Praha Záběhlice
- 1952 Chirana Záběhlice
- 1963 TJ Zahradní Město Záběhlice
- 1992 AFK Záběhlice